# Sent Sieurin d'Estiçac
Sent Sieurin d'Estiçac (en francès Saint-Séverin-d'Estissac) és un municipi francès situat al departament de la Dordonya i a la regió de la Nova Aquitània.

## Demografia
| 1962                                       | 1968 | 1975 | 1982 | 1990 | 1999 | 2007 |
| ------------------------------------------ | ---- | ---- | ---- | ---- | ---- | ---- |
| 77                                         | 65   | 51   | 56   | 55   | 51   | 70   |
| Des de 1962: població sense dobles comptes |      |      |      |      |      |      |

## Administració
| Període | Identitat     | Partit        |
| ------- | ------------- | ------------- |
| 1995-   | Daniel Delord | Divers gauche |